# Rafał Sarnecki
Rafał Sarnecki (Grudziądz, 8 gennaio 1990) è un pistard polacco, medaglia d'argento nella velocità a squadre agli Europei 2015.

## Palmarès

### Pista
- 2014

Grand Prix of Poland, Velocità a squadre (Pruszków, con Krzysztof Maksel e Mateusz Lipa)
GP Czech Cycling Federation, Velocità a squadre (Prostějov, con Krzysztof Maksel e Mateusz Lipa)
- 2015

Grand Prix of Poland, Keirin (Pruszków)
Campionati polacchi, Keirin
Campionati polacchi, Velocità a squadre (con Grzegorz Drejgier e Krzysztof Maksel)
- 2016

Grand Prix of Poland, Velocità a squadre (Pruszków, con Krzysztof Maksel e Mateusz Rudyk)
Campionati polacchi, Velocità a squadre (con Krzysztof Maksel e Mateusz Rudyk)
- 2017

GP Czech Cycling Federation, Keirin (Prostějov)
Grand Prix Minsk, Keirin (Minsk)
Grand Prix Minsk, Velocità a squadre (Minsk, con Mateusz Lipa e Maciej Bielecki)
- 2018

Campionati polacchi, Velocità a squadre (con Krzysztof Maksel, Mateusz Lipa e Mateusz Rudyk)
- 2019

Campionati polacchi, Velocità a squadre (con Krzysztof Maksel e Mateusz Rudyk)
- 2021

Campionati polacchi, Velocità a squadre (con Krzysztof Maksel e Mateusz Rudyk)
- 2022

Campionati polacchi, Velocità a squadre (con Krzysztof Maksel e Mateusz Rudyk)

## Piazzamenti

### Competizioni mondiali
- Campionati del mondo su pista

Città del Capo 2008 - Velocità a squadre Junior: 3º
Città del Capo 2008 - Velocità Junior: 20º
Città del Capo 2008 - Keirin Junior: 8º
Saint-Quentin-en-Yvelines 2015 - Velocità a squadre: 7º
Londra 2016 - Velocità a squadre: 8º
Londra 2016 - Keirin: 17º
Hong Kong 2017 - Velocità a squadre: 4º
Hong Kong 2017 - Velocità: 22º
Apeldoorn 2018 - Velocità a squadre: squalificato
Pruszków 2019 - Velocità a squadre: 7º
Berlino 2020 - Velocità a squadre: 8º
Roubaix 2021 - Velocità a squadre: 6º
Saint-Quentin-en-Yvelines 2022 - Velocità a squadre: 5º
Saint-Quentin-en-Yvelines 2022 - Velocità: 16º
- Giochi olimpici

Rio de Janeiro 2016 - Velocità a squadre: 7º
Rio de Janeiro 2016 - Velocità: 18º

### Competizioni europee
- Campionati europei su pista

Pruszków 2008 - Velocità a squadre Junior: 3º
Pruszków 2008 - Velocità Junior: 7º
Pruszków 2008 - Keirin Junior: 11º
Minsk 2009 - Velocità Under-23: 19º
Minsk 2009 - Keirin Under-23: 13º
San Pietroburgo 2010 - Velocità a squadre Under-23: 3º
Anadia 2011 - Velocità a squadre Under-23: 5º
Anadia 2011 - Keirin Under-23: 10º
Anadia 2012 - Velocità a squadre Under-23: 3º
Panevėžys 2012 - Velocità: 15º
Panevėžys 2012 - Keirin: 4º
Baie-Mahault 2014 - Velocità a squadre: 4º
Baie-Mahault 2014 - Chilometro a cronometro: 16º
Grenchen 2015 - Velocità a squadre: 2º
Grenchen 2015 - Velocità: 4º
Glasgow 2018 - Velocità a squadre: 4º
Glasgow 2018 - Velocità: 16º
Apeldoorn 2019 - Velocità: 15º
Apeldoorn 2019 - Chilometro a cronometro: 16º
Monaco di Baviera 2022 - Velocità a squadre: 4º
Monaco di Baviera 2022 - Velocità: 12º
Monaco di Baviera 2022 - Keirin: 5º
Apeldoorn 2024 - Velocità a squadre: 3º